# 山梨県立北富士工業高等学校
山梨県立北富士工業高等学校（やまなしけんりつ きたふじこうぎょうこうとうがっこう）は、山梨県富士吉田市に所在した公立の工業高等学校。
山梨県立吉田商業高等学校と統合して山梨県立富士北稜高等学校が新設されたのに伴い、2006年3月に閉校した。

## 設置学科
- 電子機械科
- 電気科
- 情報技術科
- 建築科

## 所在地
- 〒403-0017 山梨県富士吉田市新西原一丁目23番地1号（跡地は、山梨県立富士北稜高等学校）

## 沿革
- 1962年（昭和37年）
  - 8月29日 山梨県議会において本校設置が決議される。
  - 9月24日 山梨県教育委員会告示をもって名称を山梨県立北富士工業高等学校と決定。
- 1963年（昭和38年）
  - 4月10日 開校式、第1回入学式。
  - 11月8日 校歌、校旗を制定。
- 2001年（平成13年）10月4日 山梨県立吉田商業高等学校との統廃合決定。
- 2003年（平成15年）7月22日 「校舎お別れ会」を挙行。
- 2006年（平成18年）3月1日　閉校式。